# Покровська церква (Дягова)
Церква Покрови Пресвятої Богородиці (Дягова) — дерев'яна церква в с. Дягова Чернігівської області, Україна, пам'ятка архітектури національного значення, датована 1896 роком.

## Історія
Церква побудована в 1896 році, розташована в центрі села на пагорбі. В 1930 році вона була закрита та відновила своб діяльність під час Другої світової війни, після якої знову була закрита та викорисовувалась як зерносклад. З 1979 року відповідно до постанови Ради Міністрів Української РСР від 6 вересня 1979 р. N 442 перебувала під охороною держави як пам'ятка архітектури. Відновила діяльність як церква в 1990 році.
Відповідно до постанови Кабінету Міністрів України від 10 жовтня 2012 р. № 929 церква внесена до Державного реєстру нерухомих пам'яток України за № 250048-Н.
13 квітня 2022 року громада церкви перейшла до Православної церкви України.

## Архітектура
Церква п'ятизрубна, одноверха, двозаломна, побудована з сосни в мистецькому стилі історизму (псевдомосковський стиль). Врубки зрубів — ластівчин хвіст, обшита дошками. Має купол над навою на восьмигранному барабані та триярусну дзвіницю з високим гострим шпилем шатрового типу (найвищим в регіоні — 42 м.). На дзвіниці є відкритий ярус для розташування дзвонів.
Фасади церкви оздоблені трикутними декорами — сандриками, зубчастими та ламаного обрису карнизами та різьбою. В інтер'єрі зруби з'єднуються між собою шестикутними прорізами, збереглися масляні розписи на стінах притвору.
Церковна територія огорожена цегляним парканом та брамою.